# Development Trust and Land Act
Mit dem Development Trust and Land Act (Act No. 18 / 1936) (alternativ: Native Trust and Land Act, deutsch etwa: Eingeborenen-Zusammenschluss- und Landgesetz; oder Bantu Trust and Land Act) wurde 1936 in der Südafrikanischen Union ein Gesetz verabschiedet, das der Neuregelung ihrer Landwirtschaftsstrukturen und der Flächennutzungsrechte diente. Damit folgte der Gesetzgeber den Empfehlungen der Beaumont-Kommission. Diese Rechtsvorschrift gilt als integraler Bestandteil der Segregationspolitik des damaligen Ministerpräsidenten Hertzog.

## Wirkungen
Das Gesetz bestimmte, dass die Reservatsflächen, die der schwarzen Bevölkerung im Natives Land Act von 1913 zugeteilt worden waren, von 7,13 % (9.709.586 Hektar) auf ungefähr 13,6 % der Gesamtfläche des damaligen Südafrikas zu vergrößern sind. Dieser Wert wurde damit aber nicht erreicht und blieb bis in die 1980er Jahre unerfüllt. Noch im Jahr 1972 kaufte die Regierung zur Erfüllung dieser Vorgabe 1.146.451 Hektar im Bereich der Homelands an.
Weil die schwarze Bevölkerung in der Gesamtbevölkerung zu dieser Zeit ungefähr 61 Prozent ausmachte, ist dieser Flächenanteil allerdings sehr gering. Die während der Weltwirtschaftsdepression eintretenden Schäden an landwirtschaftlichen Nutzflächen durch Erosion und Überweidung spielten bei der Vorbereitung des Gesetzes eine maßgebliche Rolle.
Im Besonderen wurde mit dem Gesetz die Nutzung und Verteilung von Landflächen für Schwarze außerhalb dafür vorgesehener Reservate geregelt. Gleichzeitig schränkte es die Rechte der schwarzen Pächter auf den Farmflächen weißer Besitzer weiter ein. Von nun an war es Schwarzen nur erlaubt auf weißen Farmen zu leben, wenn sie für den weißen Farmbesitzer als Angestellte arbeiteten. Für den Ablauf dieser Landreform waren Native Commissioners (Eingeborenen-Kommissare) und Agricultural Officers (Landwirtschafts-Beamte) verantwortlich. Sie entwickelte sich unter dem damals gebräuchlichen Oberbegriff Betterment planning. Die ersten konzeptionellen Vorstellungen zu einer strikt voneinander getrennten Landnutzung durch die weiße und schwarze Bevölkerung kam jedoch bereits mit der South African Native Affairs Commission (1903–05) auf und wurden mit dem Development Trust and Land Act in diesem Sinne konsequent politisch umgesetzt.
Weil dieses Gesetz keine schnelle Flächenvergrößerung durch Landzukauf des Staates erreichte, wuchs der Wanderungsdruck auf die Bevölkerung der Reservate. Diese Tendenz wurde durch die kaum aufzubringende Kopf-, Hütten- und Arbeitssteuer beschleunigt. Dieser Abgabendruck zwang viele Schwarze zur Arbeitssuche in lohnabhängige Beschäftigungen außerhalb ihrer familiären und stammestraditionell verwurzelten Wohngebiete. Zielorte dieser Wanderungsbewegungen waren die große Farmen der Weißen und die Städte, vorzugsweise industrielle Ballungszentren.

## South African Development Trust
Der mit diesem Gesetz errichtete South African Development Trust (SADT), deutsch etwa „Südafrikanische Entwicklungs- und Treuhandgesellschaft“, war eine staatliche Körperschaft, die auf Veranlassung verschiedener Regierungsstellen die Gesetzesvorgaben des Development Trust and Land Act umzusetzen hatte. Später stand der State President formell an der Spitze des Trust, der seine diesbezügliche Kompetenz auf die Minister für Öffentliche Arbeiten und Landfragen übertrug. Der offizielle Zweck des SADT bestand im „[Siedlungs]Ausgleich, der Unterstützung, den Beihilfen sowie dem materiellen und sittlichen Wohlergehen der Schwarzen“.

## Legislative Folgeentwicklung
Das Gesetz wurde zusammen mit anderen Rechtsvorschriften der Apartheid im Jahr 1991 durch den Abolition of Racially Based Land Measures Act (Act No. 108 of 1991) aufgehoben.